# Laporte (Colorado)
Pour les articles homonymes, voir Laporte.
Laporte (ou LaPorte) est une communauté non-incorporée (CDP) de l'État américain de Colorado, située dans le comté de Larimer. Selon le recensement de 2000, sa population est de 2 691 habitants. Laporte se trouve sur la rivière Cache la Poudre au nord-ouest de la ville de Fort Collins, près de l'endroit où la rivière émerge des contreforts des montagnes Rocheuses.
Le code postal de l'agglomération (ZIP CODE) est 80535.

## Démographie
| 2000  | 2010  | - | - | - | - |
| ----- | ----- | - | - | - | - |
| 2 691 | 2 450 | - | - | - | - |

## Histoire
Le nom de Laporte a été donné par des trappeurs franco-canadiens, qui ont colonisé la région au XIXe siècle. La ville a été fondée par le franco-américain Antoine Janis.